# Michael Schrader
Pour les articles homonymes, voir Schrader.
Michael Schrader (né le 1er juillet 1987 à Duisbourg) est un athlète allemand spécialiste des épreuves combinées, vice-champion du monde de décathlon en 2013.

## Carrière
En 2009, Michael Schrader remporte le meeting de Götzis avec 8 522 points, devant Trey Hardee et Pascal Behrenbruch.
En 2013, aux Championnats du monde organisés à Moscou, l'Allemand améliore ses meilleures performances sur quatre épreuves (saut en hauteur, 400 mètres, lancer du disque et lancer du javelot), lui permettant de porter son record personnel sur décathlon à 8 670 points, et de remporter la médaille d'argent derrière l'Américain Ashton Eaton.
Il met officiellement un terme à sa carrière sportive le 1er octobre 2020, plus de 5 ans après son dernier décathlon.

## Palmarès
| Date | Compétition                           | Lieu                                  | Résultat | Points |
| ---- | ------------------------------------- | ------------------------------------- | -------- | ------ |
| 2007 | Championnats d'Europe espoirs         | Debrecen                              | 6e       | 7 709  |
| 2008 | Jeux olympiques                       | Pékin                                 | 9e       | 8 194  |
| 2009 | Hypo-Meeting                          | Götzis                                | 1er      | 8 522  |
| 2013 | Championnats du monde                 | Moscou                                | 2e       | 8 670  |
| 2015 | Hypo-Meeting                          | Götzis                                | 2e       | 8 415  |
| 2015 | Mehrkampf-Meeting Ratingen            | Ratingen                              | 1er      | 8 419  |
| 2015 | Championnats du monde                 | Pékin                                 | 7e       | 8 418  |
| 2015 | Coupe du monde des épreuves combinées | Coupe du monde des épreuves combinées | 2e       | 25 252 |

### Records
| Épreuve           | Performance   | Lieu     | Date         |
| ----------------- | ------------- | -------- | ------------ |
| 100 mètres        | 10 s 52       | Ulm      | 22 mai 2013  |
| Saut en longueur  | 8,05 m        | Götzis   | 30 mai 2009  |
| Lancer du poids   | 14,80 m       | Ratingen | 27 juin 2015 |
| Saut en hauteur   | 1,99 m        | Moscou   | 10 août 2013 |
| 400 mètres        | 47 s 66       | Moscou   | 10 août 2013 |
| 110 mètres haies  | 14 s 02       | Ulm      | 23 mai 2013  |
| Lancer du disque  | 46,63 m       | Neuwied  | 9 mai 2015   |
| Saut à la perche  | 5,10 m        | Leipzig  | 5 mai 2013   |
| Lancer du javelot | 65,67 m       | Moscou   | 11 août 2013 |
| 1 500 mètres      | 4 min 19 s 32 | Ratingen | 22 juin 2008 |
| Décathlon         | 8 670 pts     | Moscou   | 11 août 2013 |